# Persenk
Persenk este o arie protejată (arie de protecție specială avifaunistică — SPA) din Bulgaria întinsă pe o suprafață de 16.119,67 ha, integral pe uscat.

## Localizare
Centrul sitului Persenk este situat la coordonatele 41°47′50″N 24°35′01″E / 41.797222°N 24.583611°E.

## Înființare
Situl Persenk a fost declarat arie de protecție specială avifaunistică în martie 2007 pentru a proteja 23 de specii de animale.

## Biodiversitate
Situată în ecoregiunea alpină, aria protejată nu include niciun habitat protejat.
La baza desemnării sitului se află mai multe specii protejate de  păsări (23): uliu porumbar (Accipiter gentilis), uliu păsărar (Accipiter nisus), minunița (Aegolius funereus), potârnichea de stâncă (Alectoris graeca graeca), acvilă de munte (Aquila chrysaetos), cocoșul de mesteacăn (Bonasa bonasia), șorecarul comun (Buteo buteo), șerpar (Circaetus gallicus), ciocănitoare cu spate alb (Dendrocopos leucotos), ciocănitoarea de stejar (Dendrocopos medius), ciocănitoare de grădină (Dendrocopos syriacus), ciocănitoare neagră (Dryocopus martius), șoim călător (Falco peregrinus), șoimul rândunelelor (Falco subbuteo), vânturel roșu (Falco tinnunculus), ciuvică (Glaucidium passerinum), sfrâncioc roșiatic (Lanius collurio), ciocârlie de pădure (Lullula arborea), viespar (Pernis apivorus), ciocănitoare de munte (Picoides tridactylus), ciocănitoare verzuie (Picus canus), silvie porumbacă (Sylvia nisoria),  cocoș de munte (Tetrao urogallus)